# Fernando Ghia

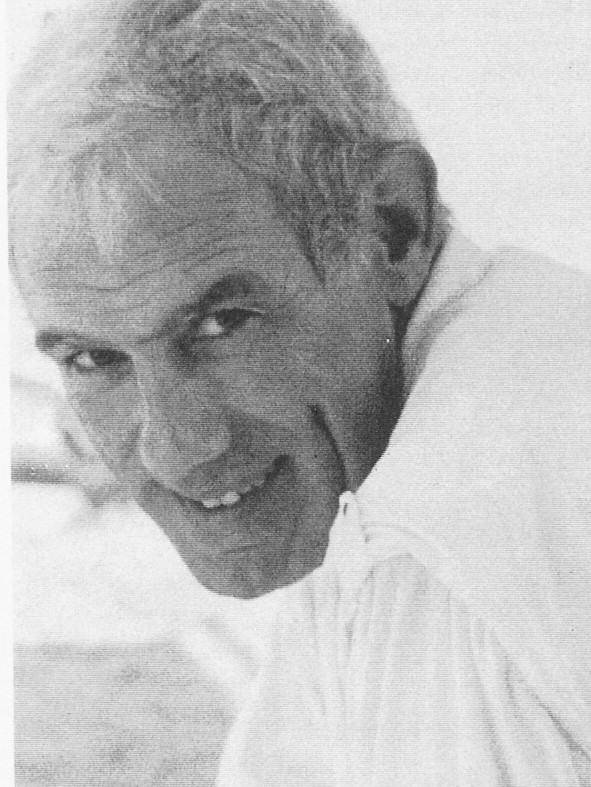
Fernando Ghia (1986)

Fernando Ghia (* 22. Juli 1935 in Rom, Italien; † 1. Juni 2005 ebenda) war ein italienischer Filmproduzent und Schauspieler.

## Leben
Ghias Karriere im Filmgeschäft startete in den späten 1950er-Jahren als Schauspieler. Danach hatte er ein Pensum als Schauspielagent. Danach begann eine Zusammenarbeit mit seinem Mentor, dem italienischen Produzenten Franco Cristaldi, für den er mehrere Filme produzierte. Ghia lernte die Englische Sprache von dem Schauspieler Albert Finney und ging für ein Jahrzehnt nach Hollywood, bevor er in den späten 80er-Jahren nach Italien zurückkehrte. Er gründete die Filmproduktionsgesellschaft PIXIT Productions in Rom und produzierte die Fernsehserie Nostromo. Sein größter Erfolg war 1986 der Film Mission mit Jeremy Irons und Robert De Niro, mit dem er zehn Jahre beschäftigt war und für den er für seinen einzigen Oscar nominiert wurde.

Ghia starb am 1. Juni 2005 im Alter von 69 Jahren an Krebs. Er hinterließ einen 1996 geborenen Sohn mit der Schauspielerin Gaia De Laurentiis.

## Filmografie (Auswahl)
Als Schauspieler:
- 1958: La Gerusalemme liberata

Als Produzent:
- 1972: Die Todesflieger (Forza 'G)
- 1972: Lady Caroline Lamb
- 1982: Spaghetti House
- 1986: Mission (The Mission)
- 1989: The Endless Game (Fernsehserie; 2 Folgen)
- 1990: Tre colonne in cronaca
- 1996: Nostromo (Fernsehserie)

## Auszeichnungen
- 1987: David di Donatello Award: Auszeichnung in der Kategorie Bester ausländischer Produzent für Mission
- 1987: BAFTA: Nominierung in der Kategorie Bester Film für Mission
- 1987: Oscar: Nominierung in der Kategorie Bester Film für Mission